# 3940 Larion
3940 Larion (1973 FE1) là một tiểu hành tinh vành đai chính bên trong được phát hiện ngày 27 tháng 3 năm 1973 bởi L. Zhuravleva ở Nauchnyj.